# Sheena 667
«Sheena 667» — российский драматический фильм Григория Добрыгина. Вышел в прокат 15 апреля 2021 года.
Участник конкурсной программы «Кинотавр 2019», а также кинофестивалей в Чикаго и Роттердаме.

## Сюжет
Действие фильма разворачивается в городе Вышний Волочёк. Фильм рассказывает о влюблённых друг в друга Оле и Вадиме, работающих в автосервисе. Всё меняется с появлением интернета в их жизни.

## В ролях
| Актёр                 | Роль      |
| --------------------- | --------- |
| Владимир Свирский     | Вадим     |
| Юлия Пересильд        | Ольга     |
| Джордан Роуз Фрай     | Sheena667 |
| Юрий Кузнецов         |           |
| Надежда Маркина       |           |
| Наталья Ноздрина      |           |
| Павел Ворожцов        |           |
| Инна Сухорецкая       | Светлана  |
| Алексей Вертков       |           |
| Владимир Коробейников |           |
| Стивен Томас Окснер   |           |

## Критика
Российские интернет-издания о кинематографе поставили фильму высокие оценки. Так, Елена Смолина, «GQ.ru» считает, что «вместе с автором сценария, сложившим для фильма удивительный языковой узор, Александром Родионовым и снявшим одну из лучших своих работ оператором-постановщиком Михаилом Кричманом Добрыгин создал очень узнаваемый в деталях и вместе с тем абсолютно выдуманный, в абсурдистской логике существующий мир», а Алена Попова, «Kinoafisha.info» полагает, что это «остроумная комедия с трагическим послевкусием. Она может стать отличной альтернативой для тех, кто устал от пессимизма фильмов Звягинцева, потому что здесь нет ни одного причитания об „ужасах жизни“ в провинции».